# یولین رایرسون
یولین رایرسون (به انگلیسی: Julian Ryerson؛ زادهٔ ۱۷ نوامبر ۱۹۹۷) بازیکن فوتبال اهل نروژ است که در پست مدافع برای باشگاه بروسیا دورتموند در بوندس‌لیگا و تیم ملی نروژ بازی می‌کند.
از باشگاه‌هایی که در آن بازی کرده‌است می‌توان به باشگاه فوتبال وایکینگ و باشگاه فوتبال یونیون برلین اشاره کرد.
وی همچنین در تیم‌های ملی فوتبال زیر ۱۸ سال، زیر ۱۹ سال، زیر ۲۱ سال و بزرگسالان نروژ بازی کرده‌است.